# Dysdaemonia brasiliensis
Dysdaemonia brasiliensis is een vlinder uit de onderfamilie Arsenurinae van de familie nachtpauwogen (Saturniidae).
De wetenschappelijke naam van de soort is voor het eerst geldig gepubliceerd door Lionel Walter Rothschild in 1907.